# Gunung Pucuk Alue Dua
Gunung Pucuk Alue Dua är ett berg i Indonesien.   Det ligger i provinsen Aceh, i den västra delen av landet, 1 700 km nordväst om huvudstaden Jakarta. Toppen på Gunung Pucuk Alue Dua är 1 514 meter över havet, eller 157 meter över den omgivande terrängen. Bredden vid basen är 2,5 km.
Terrängen runt Gunung Pucuk Alue Dua är bergig.Runt Gunung Pucuk Alue Dua är det mycket glesbefolkat, med 4 invånare per kvadratkilometer. I omgivningarna runt Gunung Pucuk Alue Dua växer i huvudsak städsegrön lövskog.